# Vang Džen
Vang Džen (kitajsko: 王震; pinjin: Wang Zhen), kitajski general in politik, * 11. april 1908, Ljujang, Hunan, Dinastija Čing, † 12. marec 1993, Guangdžov, Ljudska republika Kitajska.
Vang Džen, je bil podpredsednik Ljudske republike Kitajske (1988-1993). Je tudi eden izmed osem nesmrtnih Komunistične partije Kitajske.